# Sans attendre
Sans attendre är ett studioalbum av den kanadensiska sångaren Céline Dion. Det gavs ut den 2 november 2012 och innehåller 14 låtar.

## Låtlista
| Nr  | Titel                      | Längd |
| --- | -------------------------- | ----- |
| 1.  | Parler à mon père          | 2:55  |
| 2.  | Le miracle                 | 3:57  |
| 3.  | Qui peut vivre sans amour? | 3:29  |
| 4.  | L'amour peut prendre froid | 3:29  |
| 5.  | Attendre                   | 3:28  |
| 6.  | Une chance qu'on s'a       | 3:32  |
| 7.  | La mer et l'enfant         | 3:09  |
| 8.  | Moi quand je pleure        | 3:51  |
| 9.  | Celle qui m'a tout appris  | 3:48  |
| 10. | Je n'ai pas besoin d'amour | 3:32  |
| 11. | Si je n'ai rien de toi     | 4:01  |
| 12. | Que toi au monde           | 3:51  |
| 13. | Les petits pieds de Léa    | 4:00  |
| 14. | Tant de temps              | 4:07  |

## Listplaceringar
| Lista               | Topplacering |
| ------------------- | ------------ |
| Belgien (Flandern)  | 19           |
| Belgien (Vallonien) | 1            |
| Finland             | 40           |
| Frankrike           | 1            |
| Italien             | 20           |
| Nederländerna       | 20           |
| Portugal            | 27           |
| Schweiz             | 2            |
| Sverige             | 49           |
| Österrike           | 47           |